# النزهة في عموم أوروبا

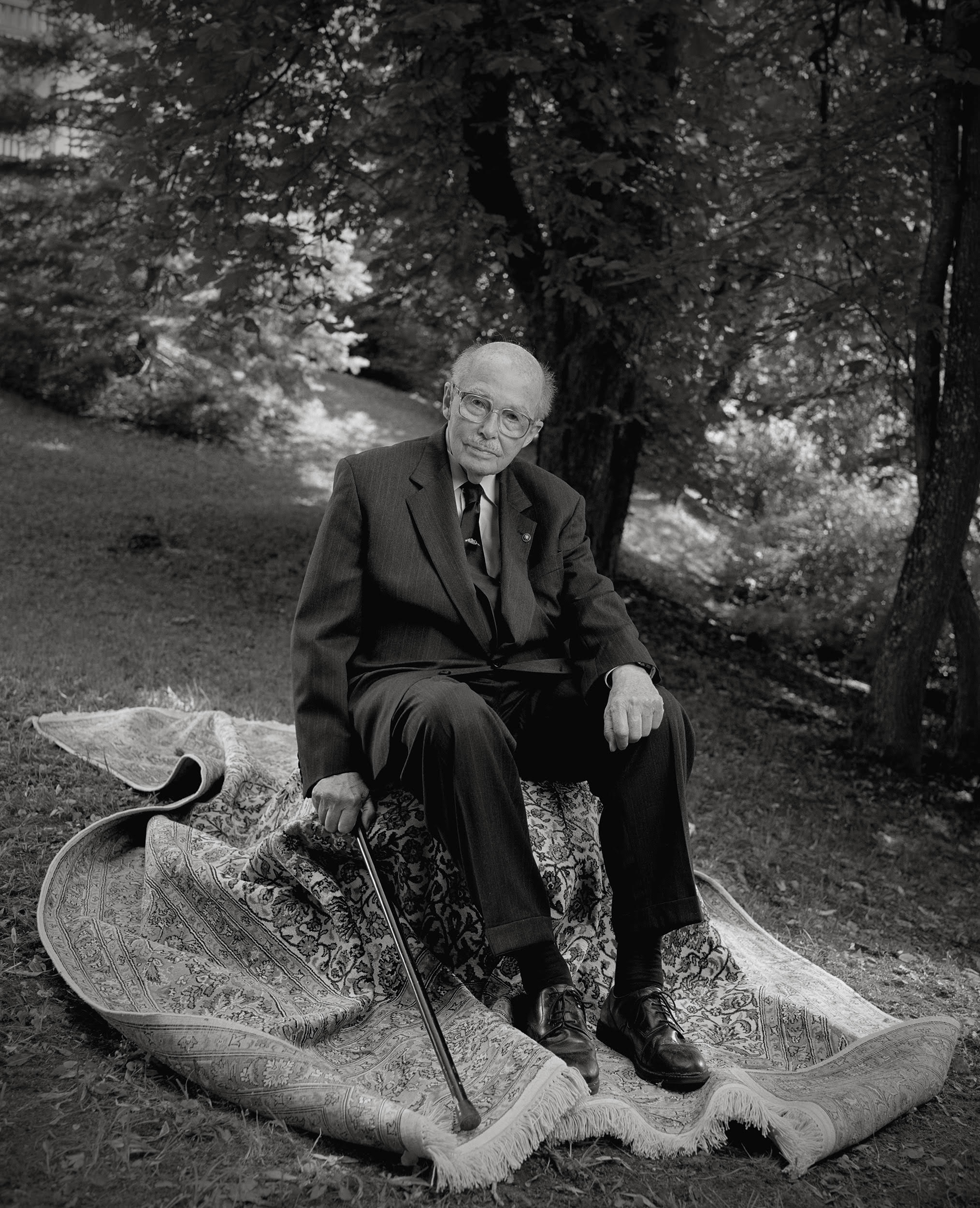
أوتو فون هابسبورغ

كانت النزهة في عموم أوروبا تظاهرة سلمية على الحدود النمساوية المجرية بالقرب من سوبرون، المجر في 19 من شهر أغسطس من عام 1989. أطلق فتح البوابة الحدودية بين النمسا والمجر خلال النزهة في عموم أوروبا تفاعلًا تسلسليًا سلميًا شهد في نهايته توحيد ألمانيا وسقوط الستار الحديدي وتفكك الكتلة الشرقية. ولاحقًا تفكك حلف وارسو والحكومات الشيوعية، الأمر الذي وضع نهاية الحرب الباردة. ونتيجة لذلك، أفضى أيضًا إلى تفكك الاتحاد السوفييتي.
أتت فكرة فتح الحدود خلال حفل واختبار الرد السوفييتي من أوتو فون هابسبورغ، الذي كان في تلك الآونة رئيسًا لاتحاد عموم أوروبا، والذي طرحه على ميكلوس، رئيس الوزراء المجري في تلك الآونة الذي روج أيضًا لهذه الفكرة.
برزت فكرة النزهة في عموم أوروبا بحد ذاتها من اجتماع بين أوتو فون هابسبورغ وفيرينك ميسزاروس من المنتدى الديمقراطي المجري في شهر يونيو من عام 1989. سيطرت المنظمة المحلية في سوبرون على المنتدى الديمقراطي المجري، وأقيمت الاتصالات الأخرى عبر هابسبورغ ووزير الخارجية المجري إيمري بوزسغاي. اضطلع الاتحاد النمساوي لعموم أوروبا والمنتدى الديمقراطي المجري بمهمة الترويج للحدث عبر منشورات وزعت في المجر. رأى رعاة النزهة، هابسبورغ وبوزسغاي، الذين لم يحضرا الحدث، في الحدث المخطط له فرصة لاختبار رد فعل ميخائيل غورباتشيف على فتح الحدود على الستار الحديدي.
كان الشعار الرسمي للنزهة حمامة تخترق الأسلاك الشائكة. خلال النزهة اجتاز مئات المواطنين من ألمانيا الشرقية البوابة الخشبية القديمة ووصلوا إلى النمسا دون أن يعيقهم حرس الحدود بالقرب من أرباد بيلا. كانت تلك أكبر هجرة جماعية منذ بناء جدار برلين في عام 1961. افتتحت الحدود المجرية في 11 سبتمبر وسقط جدار برلين في 9 نوفمبر. وتفكك حلف وارسو في عام 1991.

## الخلفية
في عام 1989، كانت الأوضاع متأزمة في أوروبا الوسطى. فعلى الرغم من الحكومات الاستبدادية، طالب شعوب بلدان الكتلة الشرقية بانتخابات ديمقراطية وبحرية التعبير وبانسحاب القوات السوفييتية. كان الستار الحديدي وتجلياته العملية من خلال سياج حدودي معابر بحراسة مكثفة، كما كان الحال في تشيكوسلوفاكيا وفي ألمانيا الشرقية، عاملًا رئيسيًا في السعي وراء توحيد أوروبا. وعلى الرغم من أن بعض البلدان، كألمانيا الشرقية، كانت تمتلك بنية سلطة شيوعية متشددة، اختارت دول أخرى، مثل المجر، مقاربة بتوجه إصلاحي. ومع حصولها على دعم عبر سياسات ميخائيل غورباتشيف الجديدة، قبلت قيادة البلدان الشيوعية الإصلاحية بضرورة التغيير (البيريسترويكا). لعبت المنظمات غير الحكومية والأحزاب السياسية الجديدة دورًا ملحوظًا في التحرك نحو نظام تعددي ديمقراطي. في ذلك العام، عقدت محادثات طاولة مستديرة في العديد من بلدان أوروبا الوسطى للتوصل إلى إجماع حول تغيير النظام السياسي. بدأت في شهر فبراير محادثات رسمية في وارسو وفي 4 أبريل وقّعت اتفاقية الطاولة المستديرة البولندية التي شرعت حركة التضامن ووضعت جدولًا لإقامة انتخابات برلمانية في 4 يونيو. تخطى نصر حركة التضامن كل التوقعات.
ضمن هذا السياق، كان هناك وجود لمنظمات فردية في الغرب كانت تحاول على الدوام إقامة صلات مع الشعوب في الشرق أو كانت تحاول إيجاد وسائل لإضعاف النظام الشيوعي، مثل الفرع النمساوي من اتحاد عموم أوروبا الذي كان يشغل منصب رئاسته كارل فون هابسبورغ منذ عام 1986. تحت مسؤوليته، جرت محاولات لتقديم دعم مستدام للمعارضات والحركات التحررية في أوروبا الشرقية والوسطى، وشارك اتحاد عموم أوروبا بشكل كثيف في الأحداث السياسية في ما كان آنذاك تشيكوسلوفاكيا والمجر ويوغسلافيا ودول البلطيق. لكن الرأي العام في الغرب، وأيضًا في الشرق، لم يكن يتخيل إمكانية تفكيك سريع للبنى الشيوعية في الشرق. كان الستار الحديدي محميًا بشدة وبقي على حاله حتى شهر أغسطس من عام ١٩٨٩ حتى لو تفككت الأنظمة التقنية الفردية.
وفقًا لملفاته، كان قسم أمن الدولة المجري يعرف منذ 10 من شهر يوليو من عام 1989 أنه كان ثمة مخطط لحدث على الحدود بناءًا على اقتراح من قبل أوتو هابسبورغ. وأعلم أمن الدولة الشرطة السرية المحلية المجرية في 31 يوليو 1989 بوجود تحضيرات لهذا الحدث. كانت لدى مجموعة العمل التابعة لوزارة أمن الدولة في ألمانيا الشرقية (الموجودة في المجر باسم شتازي) معلومات عن النزعة في عموم أوروبا، إلا أن ضباطها لم يقوموا بأي رد فعل أيضًا ولم يكن لدى شتازي أي خيار سوى تنظيم مواصلات العودة للعربات المهجورة.

### التطورات في المجر
ابتداءًا من العام 1989، زعمت الحكومة المجرية أنها فتحت خيم لجوء للمواطنين الرومانيين الذين افترض أنهم عبروا الحدود المجرية الرومانية بالقرب من دبرتسن. وزعمت الحكومة أيضًا أن ما بين 30 ألف إلى 40 ألف شخصًا قد طلبوا في أوائل صيف العام 1989 اللجوء في المجر. وعلى الرغم من أن الحكومة المجرية كانت ملزمة بموجب اتفاقية ثنائية بإعادة اللاجئين إلى رومانيا، وقعت المجر الاتفاقية الخاصة بوضع اللاجئين في عام 1989.
كانت الأوضاع الاقتصادية صعبة في المجر. وقرر رئيس الوزراء ميكلوس نيميث أن حكومته لا يمكنها تحمل تكاليف الاحتفاظ بتحكم مؤتمت على الحدود مع النمسا وكانت قطع التبديل تأتي من الغرب وكان الدفع مقابلها بالعملة الصعبة. كان نيميث يرى أنه لم يعد من الضروري تأمين الحدود، وأتيح للمجريين أن يسافروا بحرية ولم تنو الحكومة مواصلة تحصين الحدود الغربية للبلاد. قُتل المئات على الحدود بين برلين الشرقية وبرلين الغربية، إذ أُمر حرس الحدود بإطلاق النار على الفارين. كان كريس جيفري آخر شخص يقتل بإطلاق الرصاص عليه في شهر فبراير من عام 1989. في 27 يونيو قص وزير الخارجية النمساوي ألويس موك ونظيره المجري، غيولا هورن، السياج الحدودي في حفل رمزي عبّر عن قرار المجر تفكيك مراقبتها للحدود الذي كان قد بدأ في 2 من شهر مايو.
بقي الألمان الشرقيون، الذين كانوا غالبًا يمضون عطلتهم الصيفية على بحيرة بالاتون (حيث بإمكانهم أن يلتقوا بأقارب وأصدقاء من ألمانيا الغربية)، في المجر خلال صيف عام 1989. وفي ربيع عام 1989 طلب وزير داخلية ألمانيا الشرقية فريدريك ديكل بتقييد فرص السفر إلى المجر نظرًا إلى الحالة غير الآمنة للحدود في المجر، غير أن وزير أمن الدولة إيريش ميلك كان قد رفض ذلك في ضوء الأوضاع في ألمانيا الشرقية.
في 20 يونيو، ألقى أوتو فان هابسبورغ، الوريث الظاهر لهابسبورغ وعضو البرلمان الأوروبي منذ عام 1979 حتى عام 1999، خطابًا في جامعة دبرتسن حول أوروبا دون حدود وتأثير انتخابات البرلمان الأوروبي على أوروبا الوسطى. تلى خطاب هابسبورغ عشاء اقترح خلاله ممثلان عن حزب المنتدى الديمقراطي المجري المحافظ (ماريا فيليب وفيرينك ميسزاروس) نزهة للمقيمين المحليين على الحدود المجرية النمساوية للاحتفال بالروابط بين النمساويين والمجريين.
على الرغم من تحفظات القيادة الوطنية لحزب المنتدى الديمقراطي المجري، اختارت فيليب (مدعومة من حزب فيدس ومجموعات حزب المنتدى الديمقراطي المجري المحلية) المشاركين وبحثت عن موقع ملائم. وأرادت فيليب أن تضم ضيوفًا إلى «معسكر المصير المشترك»، وهو لقاء لمثقفي وناشطي المعارضة من بلدان أوروبا الشرقية والوسطى في مارتونفاسار (غير البعيدة عن بحيرة بالاتون) حددت يوم ختامه في 20 أغسطس. كان الموقع المختار للنزهة يقع على طريق براتيسلافا في سوبرون، وهو معبر حدودي منذ عام 1992.